# Lennart Råde
Per Johan Lennart Råde, född 24 januari 1925 i Ramsele församling, Västernorrlands län, död 9 december 1999 i Göteborgs Vasa församling, var docent i matematisk statistik vid Chalmers tekniska högskola i Göteborg och författare av undervisningslitteratur.
Några av hans verk är matematiska handböcker:
- Alfa - Matematisk handbok, 1982 (Studentlitteratur), och uppföljaren
- Beta - Mathematics Handbook, 1988 (Studentlitteratur), skriven tillsammans med Bertil Westergren, numera Mathematics Handbook for Science and Engineering (Studentlitteratur och Springer Science+Business Media).